# Tymczasowy Obwodowy Rząd Uralu
Tymczasowy Obwodowy Rząd Uralu (ros. Временное Областное Правительство Урала) – polityczny organ wykonawczy Białych w II poł. 1918 r.
Rząd powstał 13 sierpnia 1918 r. w Jekaterynburgu, po zajęciu miasta 25 lipca tego roku przez wojska Białych. Na jego czele stanął działacz Partii Konstytucyjno-Demokratycznej (tzw. kadetów) Piotr W. Iwanow. Pełnił on jednocześnie funkcję ministra handlu i przemysłu. Rząd liczył 8 ministrów. Zostali nimi kadet Lew A. Krol jako zastępca premiera i minister finansów, eserowcy A. W. Pribyłow – minister rolnictwa i zasobów narodowych i W. M. Anastasiew – minister oświecenia publicznego, mienszewik P. W. Muraszow – minister pracy, ludowy socjalista N. W. Asiejkin – minister spraw wewnętrznych oraz 2 bezpartyjni N. N. Głasson – minister sprawiedliwości i A. J. Gutt – minister górnictwa.
Program rządu, ogłoszony 19 sierpnia, w zakresie polityki międzynarodowej głosił dotrzymanie umów sojuszniczych zawartym przez carską Rosję z państwami Ententy przeciwko Niemcom i Austro-Węgrom. W dziedzinie polityki wewnętrznej opierał się na programie rewolucji lutowej 1917 r. Głosił hasła ochrony praw i wolności demokratycznych, równouprawnienie narodów Uralu i ich kulturowej autonomii, przyznanie odebranych przez bolszewików własności okresowej w przemyśle, handlu i bankowości, ochronę 8-godzinnego dnia pracy i systemu ubezpieczeń społecznych, wprowadzenie sprawiedliwej zapłaty na podstawie porozumienia pracobiorców i pracodawców oraz płacy minimalnej, odbudowanie administracji samorządowej. Reforma rolna, która nie była głównym problemem na przemysłowym Uralu, została odłożona do czasu zwołania ogólnorosyjskiej Konstytuanty, ale ziemia faktycznie znajdowała się w rękach chłopów.
Jednakże z powodu poważnego kryzysu finansowego Tymczasowy Obwodowy Rząd Uralu zmuszony był zwrócić się o pomoc do Komitetu Członków Zgromadzenia Ustawodawczego w Samarze i Tymczasowego Rządu Syberyjskiego. Jego działalności sprzeciwiali się przemysłowcy, którzy uważali, że rząd faworyzuje robotników kosztem ich praw. Występowali też przeciwko niemu wojskowi, znacznie ograniczając formowanie własnych sił zbrojnych.
Wszystko to spowodowało, że rząd 26 października 1918 r. podporządkował się Ogólnorosyjskiemu Rządowi Tymczasowemu w Ufie, rozwiązując się 10 listopada.